# Campionats del Món de judo de 1991
Els Campionats del Món de judo de Barcelona 1991 va ser la 17a edició del Campionats del Món de judo. Es va celebrar al Palau Blaugrana de Barcelona, del 25 al 28 de juliol de 1991.

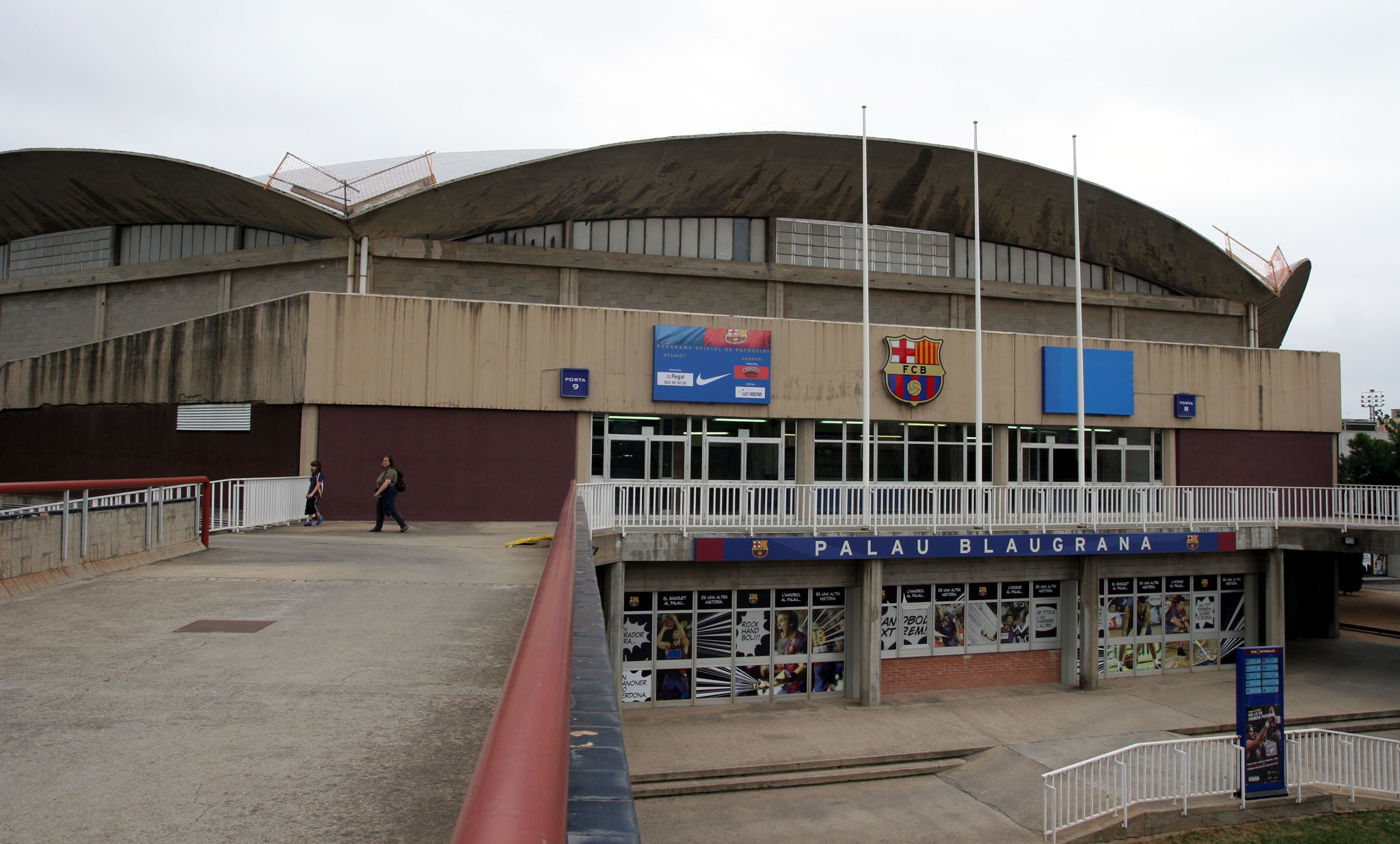
El Palau Blaugrana, seu de la competició.

## Resum de medalles

### Masculí
| Proves | Or                | Plata                 | Bronze                            |
| -60 kg | Tadanori Koshino  | Yoon Hyun             | Nazim Huseynov Philippe Pradayrol |
| -65 kg | Udo Quellmalz     | Masahiko Okuma        | Sergei Kosmynin James Pedro       |
| -71 kg | Toshihiko Koga    | Joaquin Ruiz          | Chung Hoon Vladimir Dgebuadze     |
| -78 kg | Daniel Lascau     | Johan Laats           | Bashir Varaev Hidehiko Yoshida    |
| -86 kg | Hirotaka Okada    | Joe Wanag             | Waldemar Legień Giorgio Vismara   |
| -95 kg | Stéphane Traineau | Pawel Nastula         | Marc Meiling Jiri Sosna           |
| +95 kg | Sergei Kosorotov  | Frank Moreno          | Kim Kun-Soo Naoya Ogawa           |
| Open   | Naoya Ogawa       | David Khakhaleishvili | Imre Csösz Georges Mathonnet      |

### Femení
| Proves | Or                   | Plata                       | Bronze                                   |
| -48 kg | Cécile Nowak         | Karen Briggs                | Ryoko Tamura Legna Verdecia              |
| -52 kg | Alessandra Giungi    | Sharon Rendle               | Maritza Pérez Cárdenas ja (Mutsumi Ueda) |
| -56 kg | Miriam Blasco        | Nicole Flagothier           | Nicola Fairbrother Li Zhongyun           |
| -61 kg | Frauke Eickhoff      | Diane Bell                  | Yael Arad Catherine Fleury               |
| -66 kg | Emanuela Pierantozzi | Odalis Revé                 | Ryoko Fujimoto Kate Howey                |
| -72 kg | Kim Mi-jung          | Yoko Tanabe                 | Laetitia Meignan Marion van Dorssen      |
| +72 kg | Moon Ji-yoon         | Zhang Ying                  | Beata Maksymow Monique van der Lee       |
| Open   | Zhuang Xiaoyan       | Estela Rodriguez Villanueva | Nathalie Lupino Claudia Weber            |

### Taula de medalles
| Posició | Pais            | Or | Plata | Bronze | Total |
| ------- | --------------- | -- | ----- | ------ | ----- |
| 1       | Japó            | 4  | 2     | 5      | 11    |
| 2       | Alemanya        | 3  | 0     | 2      | 5     |
| 3       | Corea del Sud   | 2  | 1     | 2      | 5     |
| 4       | França          | 2  | 0     | 5      | 7     |
| 5       | Itàlia          | 2  | 0     | 1      | 3     |
| 6       | Unió Soviètica  | 1  | 1     | 4      | 6     |
| 7       | Xina            | 1  | 1     | 1      | 3     |
| 8       | Espanya         | 1  | 1     | 0      | 2     |
| 9       | Cuba            | 0  | 3     | 2      | 5     |
| 9       | Gran Bretanya   | 0  | 3     | 2      | 5     |
| 11      | Bèlgica         | 0  | 2     | 0      | 2     |
| 12      | Polònia         | 0  | 1     | 2      | 3     |
| 13      | Estats Units    | 0  | 1     | 1      | 2     |
| 14      | Països Baixos   | 0  | 0     | 2      | 2     |
| 15      | República Txeca | 0  | 0     | 1      | 1     |
| 15      | Hungria         | 0  | 0     | 1      | 1     |
| 15      | Israel          | 0  | 0     | 1      | 1     |